# Pulau Ligitan
Ligitan (malaiisch Pulau Ligitan) ist eine zu Malaysia gehörende Insel in der Celebessee. Sie liegt etwa 46 Kilometer südöstlich von Semporna und 110 Kilometer östlich von Tawau vor der Ostküste Borneos.

## Geographie
Die 7,9 Hektar große Insel erhebt sich 9 Meter aus dem Meer.
Pulau Ligitan gehört zusammen mit den Inseln Pulau Danawan, Pulau Kapalai, Pulau Mabul, Pulau Si Amil und Pulau Sipadan zur sogenannten „Ligitan-Gruppe“ (Gugusan Ligitan). Sie liegt im Süden eines ausgedehnten Korallenriffs Ligitan Coral Reef (Ligitan Coral Shelf), an dessen nördlichem Ende in 20 km Entfernung die Inseln Pulau Danawan und Pulau Si Amil liegen. Die übrigen drei Inseln der Gruppe liegen westlich dieses Riffkomplexes.

## Geschichte
In der jüngsten Vergangenheit waren die Inseln Pulau Ligitan und Pulau Sipadan Auslöser von zwischenstaatlichen Streitigkeiten Malaysias und Indonesiens. Indonesien sprach Malaysia unter Berufung auf die historische Aufteilung von Pulau Sebatik entlang einer Linie 4° 10' nördlicher Breite das Hoheitsrecht über die beiden Inseln ab. Indonesien argumentierte, dass die von der holländisch-britischen Grenzkommission am 17. Februar 1913 festgelegte Linie auch für alle Inseln östlich von Sebatik gelte. Der Internationale Gerichtshof in Den Haag folgte dieser Argumentation jedoch nicht und legte 2002 fest, dass die Inseln der Ligitan-Gruppe zu Malaysia gehören. Als maßgebliche Entscheidungsgründe sahen die Richter dabei die Tatsache an, dass von den Rechtsvorgängern Malaysias, nämlich der North Borneo Chartered Company und später dem Vereinigten Königreich, „über einen langen Zeitraum eine gesetzgebende, administrative und quasi-juristische Funktion ausgeübt wurde“. Diesen Aktivitäten hätten weder Indonesien noch sein Rechtsvorgänger, die Niederlande, jemals widersprochen.
Ein Anspruch der Philippinen auf die Inseln war bereits 2001 vom Gericht abgewiesen worden.

## Tauchsport
Die Insel ist wie die anderen Inseln und Riffe der Ligitan-Gruppe ein beliebtes Ziel von Tauchsportlern. Allerdings ist die Unterwasserwelt durch die dort angewandte Praxis des Dynamitfischens stark gestört.